# Liste der finnischen Abgeordneten zum EU-Parlament (2024–2029)
Die Liste der finnischen Abgeordneten zum EU-Parlament (2024–2029) listet alle finnischen Mitglieder des 10. Europäischen Parlaments nach der Europawahl in Finnland 2024 auf.

## Aktuelle Mandatsstärke der Parteien
- GUE/NGL: 3
- S&D: 2
- G/EFA: 2
- RE: 3
- EVP: 4
- EKR: 1

| Nationale Partei                          | Mandate | Fraktion                                                                               |
| ----------------------------------------- | ------- | -------------------------------------------------------------------------------------- |
| Kansallinen Kokoomus (Kok)                | 04      | Fraktion der Europäischen Volkspartei (EVP)                                            |
| Vasemmistoliitto (Vas)                    | 03      | Die Linke im Europäischen Parlament – GUE/NGL                                          |
| Suomen Sosialidemokraattinen Puolue (SDP) | 02      | Fraktion der Progressiven Allianz der Sozialdemokraten im Europäischen Parlament (S&D) |
| Suomen Keskusta (Kesk)                    | 02      | Renew Europe (RE)                                                                      |
| Ruotsalainen kansanpuolue (RKP)           | 01      | Renew Europe (RE)                                                                      |
| Vihreä liitto (Vihr)                      | 02      | Die Grünen/Europäische Freie Allianz (G/EFA)                                           |
| Perussuomalaiset (PS)                     | 01      | Europäische Konservative und Reformer (EKR)                                            |
| SUMME                                     | 15      |                                                                                        |

## Abgeordnete
| Bild | Name                 | geb. | MEP seit      | Partei | Fraktion | Kommentar                          |
| ---- | -------------------- | ---- | ------------- | ------ | -------- | ---------------------------------- |
|      | Mika Aaltola         | 1969 | 16. Juli 2024 | KOK    | EVP      |                                    |
|      | Li Andersson         | 1987 | 16. Juli 2024 | VAS    | GUE/NGL  |                                    |
|      | Maria Guzenina       | 1969 | 16. Juli 2024 | SDP    | S&D      |                                    |
|      | Eero Heinäluoma      | 1955 | 2. Juli 2019  | SDP    | S&D      |                                    |
|      | Anna-Maja Henriksson | 1964 | 16. Juli 2024 | RKP    | RE       |                                    |
|      | Elsi Katainen        | 1966 | 1. März 2018  | KESK   | RE       |                                    |
|      | Katri Kulmuni        | 1987 | 16. Juli 2024 | KESK   | RE       |                                    |
|      | Merja Kyllönen       | 1977 | 16. Juli 2024 | VAS    | GUE/NGL  |                                    |
|      | Ville Niinistö       | 1976 | 2. Juli 2019  | VIHR   | G/EFA    |                                    |
|      | Maria Ohisalo        | 1985 | 16. Juli 2024 | VIHR   | G/EFA    |                                    |
|      | Sirpa Pietikäinen    | 1959 | 1. Dez. 2024  | KOK    | EVP      | Nachgerückt für Henna Virkkunen    |
|      | Aura Salla           | 1984 | 16. Juli 2024 | KOK    | EVP      |                                    |
|      | Jussi Saramo         | 1979 | 16. Juli 2024 | VAS    | GUE/NGL  |                                    |
|      | Pekka Toveri         | 1961 | 16. Juli 2024 | KOK    | EVP      |                                    |
|      | Sebastian Tynkkynen  | 1989 | 16. Juli 2024 | PS     | EKR      |                                    |
|      | Henna Virkkunen      | 1972 | 1. Juli 2014  | KOK    | EVP      | Ausgeschieden am 30. November 2024 |